# Europacupen i fotboll 1967/1968
Europacupen i fotboll 1967/1968 vanns av Manchester United, England som i finalmatchen besegrade Benfica, Portugal med 4–1 i London den 29 maj 1968. Med ett finalresultat som för första gången tog bucklan till England bevisade också Manchester United att man nu återhämtat sig efter flygolyckan i München 1958 där man mist en stor del av sitt A-lag. 
För första gången i cupens historia tillämpades "regeln om bortamål" som vid ett sammanlagt oavgjort resultat efter två matcher tog det lag som gjort flest mål på bortaplan vidare till nästa omgång. Regeln, som inte omfattade mål gjorda på förlängningstid, gällde dock bara den första omgången, vid oavgjort längre fram i turneringen var det alltjämt en playoff-match som skulle kora en vinnare.

## Inledande omgångar

### Första omgången
| Lag 1                  | Totalt       | Lag 2           | Möte 1 | Möte 2 |
| Olympiakos Nicosia     | 3–5          | Sarajevo        | 2–2    | 1–3    |
| Manchester United      | 4–0          | Hibernians      | 4–0    | 0–0    |
| Celtic                 | 2–3          | Dynamo Kiev     | 1–2    | 1–1    |
| Górnik Zabrze          | 4–0          | Djurgårdens IF  | 3–0    | 1–0    |
| Basel                  | 4–5          | Hvidovre IF     | 1–2    | 3–3    |
| Ajax                   | 2–3          | Real Madrid     | 1–1    | 1–2    |
| Skeid                  | 1–2          | Sparta Prag     | 0–1    | 1–1    |
| Karl-Marx-Stadt        | 2–5          | Anderlecht      | 1–3    | 1–2    |
| Dundalk                | 1–9          | Vasas           | 0–1    | 1–8    |
| Valur                  | 00004–4 (BM) | Jeunesse Esch   | 1–1    | 3–3    |
| Glentoran              | 00001–1 (BM) | Benfica         | 1–1    | 0–0    |
| Saint-Étienne          | 5–0          | Kups            | 2–0    | 3–0    |
| Beşiktaş               | 0–4          | Rapid Wien      | 0–1    | 0–3    |
| Eintracht Braunschweig | W/O          | Dinamo Tirana   | –      | –      |
| Olympiakos             | 0–2          | Juventus        | 0–0    | 0–2    |
| Botev Plovdiv          | 2–3          | Rapid București | 2–0    | 0–3    |

### Andra omgången
| Lag 1       | Totalt | Lag 2                  | Möte 1 | Möte 2 |
| Sarajevo    | 1–2    | Manchester United      | 0–0    | 1–2    |
| Dynamo Kiev | 2–3    | Górnik Zabrze          | 1–2    | 1–1    |
| Hvidovre IF | 3–6    | Real Madrid            | 2–2    | 1–4    |
| Sparta Prag | 6–5    | Anderlecht             | 3–2    | 3–3    |
| Vasas       | 11–10  | Valur                  | 6–0    | 5–1    |
| Benfica     | 2–1    | Saint-Étienne          | 2–0    | 0–1    |
| Rapid Wien  | 1–2    | Eintracht Braunschweig | 1–0    | 0–2    |
| Juventus    | 1–0    | Rapid Bukarest         | 1–0    | 0–0    |

## Slutspel

### Kvartsfinaler
| Lag 1                  | Totalt        | Lag 2         | Möte 1 | Möte 2 |
| Manchester United      | 2–1           | Górnik Zabrze | 2–0    | 0–1    |
| Real Madrid            | 4–2           | Sparta Prag   | 3–0    | 1–2    |
| Vasas                  | 0–3           | Benfica       | 0–0    | 0–3    |
| Eintracht Braunschweig | 3–3 (PO: 0–1) | Juventus      | 3–2    | 0–1    |

### Semifinaler
| Lag 1             | Totalt | Lag 2       | Möte 1 | Möte 2 |
| Manchester United | 4–3    | Real Madrid | 1–0    | 3–3    |
| Benfica           | 3–0    | Juventus    | 2–0    | 1–0    |

### Final
|             | 29 maj 1968 | Manchester United                                      | 0000 4 – 1 (e.fl.) | Benfica         | Wembley Stadium                                           |                                                           |
| 19:45 UTC+0 | 19:45 UTC+0 | Bobby Charlton 53′, 99′ George Best 93′ Brian Kidd 94′ | (0 – 0) Rapport    | 75′ Jaime Graça | London Publik: 92 225 Domare: Concetto Lo Bello (Italien) | London Publik: 92 225 Domare: Concetto Lo Bello (Italien) |
| 19:45 UTC+0 | 19:45 UTC+0 |                                                        |                    |                 | London Publik: 92 225 Domare: Concetto Lo Bello (Italien) | London Publik: 92 225 Domare: Concetto Lo Bello (Italien) |
| 19:45 UTC+0 | 19:45 UTC+0 |                                                        |                    |                 | London Publik: 92 225 Domare: Concetto Lo Bello (Italien) | London Publik: 92 225 Domare: Concetto Lo Bello (Italien) |

| Europacupmästare 1968           |
| ------------------------------- |
| England                         |
| Manchester United Första titeln |

### Webbkällor
Den här artikeln är helt eller delvis baserad på material från engelskspråkiga Wikipedia, tidigare version.